# 杯弓蛇影
成語，將酒杯中弓的倒影誤為蛇，因此心生恐懼。形容沒將事情弄清楚就暗自驚慌害怕。

## 出處
根据《風俗通義．卷九．世間多有見怪驚怖以自傷者》的記述杯弓蛇影的起源：相傳杜宣夏至日赴宴，見酒杯中似有蛇，不敢不飲。酒後胸腹極痛，醫治不癒，後得知是壁上赤弩照在杯中，形影如蛇，於是病痛立刻痊癒 
此後，弓蛇成為文人雅士形容沒有事實根據的恐懼。《浮生六記》“閨房記樂”中指：「一燈如豆，羅帳低垂，杯弓蛇影，驚神未定。」 元朝謝應芳也有詩句：「酒杯已辨弓蛇誤，藥杵無勞玉兔將。 